# Vriezenveens
Het Vriezenveens, (Vjens, ([fjɛ̃:(n)s]) de taal die gesproken wordt in het Twentse dorp Vriezenveen, neemt een aparte plaats in binnen het Nedersaksisch, daar het zo zeer van het Twents afwijkt dat het daar nauwelijks toe gerekend kan worden.
De status van Vriezenveen als volkomen taaleiland komt vooral tot uiting in een paar eigenaardige klanken. Zo zijn de ee, de oo en de eu uit het Twents gediftongeerd: Tegenover neet "niet" staat neit, good "goed" wordt goud en greun "groen" klinkt er als gröin. Dit proces heeft ook plaatsgevonden in het Sittards en de meeste varianten van het Gronings, terwijl in sommige Hollandse dialecten dit proces halverwege lijkt te zijn (bijvoorbeeld in het Haags). Verder komen de Twentse woorden voor ketel en koken niet terug als kettel en kokken, maar als kjättel en kwakken. Andere bijzonderheden zijn dat de combinaties -an en -on geëvolueerd zijn tot een nasaal õ. De r is voor een medeklinker veranderd in een soort j (karke > kaajke), een verschijnsel dat we in het westen kennen als de "Gooise r" (zie uitspraak van de r).
Het Vriezenveens is bovendien in sommige opzichten met het Sallands meegegaan, zo worden de verkleinwoorden op de Sallandse, niet op de Twentse, manier gevormd (reachie "wieltje" tgov. reaken e.d. in het Twents).
Dit alles kon met name gebeuren door de relatieve isolatie waarin het dorp verkeerde. De aparte positie van het Vriezenveens wordt soms toegeschreven aan het Fries vanwege Friese immigranten. Andere bronnen verklaren de aparte positie door Russische invloeden vanwege de handel die de Vriezenveense Rusluie dreven met Rusland. Zoals meer taaleilanden is Vriezenveen herhaaldelijk het onderwerp van studie geweest. In 1968 is Hendrik Entjes aan de universiteit van Münster gepromoveerd op Die Mundart des Dorfes Vriezenveen in der niederländischen Provinz Overijssel. 

## Westfaalse klanken

### Westfaalse brekingsdiftongen en Westfaalse diftongen
Hoogstwaarschijnlijk zijn de diftongen zoals die van kjättel en kwakken in het Vriezenveens onderdeel van de Westfaalse breking. Wobbe de Vries was de eerste die de gelijkenis met de Münsterlands-Westfaalse diftongen omschreef. Heeroma beschreef dat Westfalen in de Hoge- en Late middeleeuwen zeer invloedrijk was en de taal expansief (Westfaalse expansie). Een veel groter gebied dan enkel Vriezenveen had de Westfaalse breking; Vriezenveen zou daarom de oude Westfaalse diftongen bewaard hebben vanwege de geïsoleerde ligging. Naast Vriezenveen hebben de plaatsen Rijssen en Enter relicten van de Westfaalse breking. Net over de grens in Gronau is de Westfaalse breking dan weer wel aanwezig. Begin 19e eeuw zijn deze diftongen nog geattesteerd rondom Enschede door Johannes Henricus Behrns, hoewel de stad Enschede ze dan niet (meer) heeft. Duidelijk zijn de woorden biäkke, giävven, voeagel en niäggene versus in Enschede bekke, gevven, voggel en neggene. Enschede is dan al een stadium verder verwijderd van de Westfaalse brekingsdiftongen. Onmiskenbaar Westfaals is daarnaast het diftongeren van woorden als bijvoorbeeld vier, zien, goed en veertien: veijer, zeyen, goud en vetteine. Een eeuw later in 1931 attesteerde Kloeke deze diftongen in woorden nog op het platteland, dikwijls afgelegen plaatsen en gebezigd door oudere personen. Vriezenveen lijkt dan de enige plaats waar woorden zoals bijvoorbeeld eten en over gediftongeerd worden. Het diftongeren van woorden als knie, vier, vuur en doen komt dan vaker voor op het platteland. Ze staan daarnaast ook in de Reeks Nederlandse Dialectatlassen vermeldt voor enkele plaatsen, van na de oorlog. Entjes vermeldt eveneens dat het diftongeren ouderen nog wel bekend voorkwam oostelijk van Vriezenveen, Holten, Markelo, Goor en Haaksbergen. Deze diftongen zijn vervolgens ingewisseld voor monoftongen. Deze monoftongen waren eerst meer open van karakter, vervolgens werden deze monoftongen meer gesloten. Beide fases komen/kwamen recent nog naast elkaar voor. Het Gronings-Drentse, westelijk Oostfriese, Eemslandse, Bentheimse en Twentse diftonggebied zou in de 19e eeuw dus nog één blok vormen. Thans komen in Twente en het Graafschap Bentheim monoftongen voor. Waar het Vriezenveens deze diftongen dus heeft behouden, hebben de omringende dialecten dat meestal niet, alhoewel ze dus wel voorkwamen. Van de huidige grens met Duitsland naar het westen toe bevinden de Nedersaksische varianten zich in verschillende ontwikkelingsstadia vanuit de Westfaalse breking.
Men kan het Vriezenveens onder meer aantreffen in het kinderboekje Jipke en Jannöaken, een reeks Twentse vertalingen van Jip-en-Jannekeverhaaltjes. Het betreft hier het verhaaltje Ne kiste met reachies (Een kist met wieltjes).